# Brudnów Pierwszy
Brudnów Pierwszy – wieś w Polsce położona w województwie łódzkim, w powiecie poddębickim, w gminie Dalików.
Powstała z dniem 1 stycznia 2009 w wyniku podziału wsi Brudnów na cztery odrębne wsie: Brudnów Pierwszy, Brudnów Drugi, Brudnów Trzeci i Brudnów Piąty (osada Brudnów Czwarty była częścią wsi Dąbrówka Woźnicka).